# Gestor de cluster
Um gestor de cluster é um pequeno programa (serviço) instalado em cada nó de um cluster e é responsável pela activação e desactivação dos serviços disponibilizados. Como tal, o gestor de cluster deve manter uma lista específica de autenticação dos nós, e saber geri-la e replicá-la em cada um deles.
Alguns gestores de cluster:
- heartbeat, do projecto Linux-HA
- «keepalived»
- «IPVS». , especialmente concebido para o Linux Virtual Server
- «Piranha». , da Red Hat